# Blavet (Bretagna)
Il Blavet è un fiume francese che scorre nella regione della Bretagna, attraversando i dipartimenti della Côtes-d'Armor (22) e del Morbihan (56) per poi sfociare nell'Oceano Atlantico.

## Geografia
La lunghezza del suo corso è di 148,9 km.
Le sorgenti sono nel dipartimento n. 26, Côtes-d'Armor, al limite dei Monti di Haute-Cornouaille e del Trégor. La direzione del deflusso è fondamentalmente da nord verso sud, cioè dal dipartimento delle Côtes-d'Armor al Morbihan.
Forma un bacino di alimentazione d'acqua potabile presso Kerné-Uhel e prosegue il suo corso fino a Gouarec. Di qui costituisce parte del canale Nantes-Brest fino a Pontivy. Il canale è regolato da un sistema di chiuse costruite durante il periodo post-napoleonico.

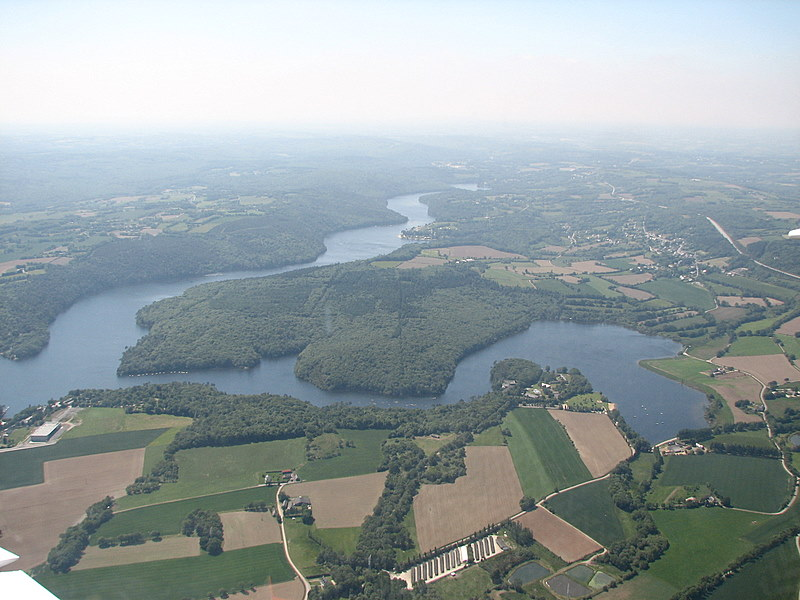
Veduta aerea del lago di Guerlédan

Tra Gouarec e Pontivy, a partire dalla località di Bon-Repos, l'alveo del fiume si allarga e diviene il lago di Guerlédan, lago artificiale realizzato nel 1930 per fornire energia elettrica alla parte centrale della Bretagna. Lo sbarramento di Guerledan interrompe la navigazione del canale Nantes-Brest.
Da Pontivy fino al suo estuario il Blavet è navigabile. A Lanester il fiume Scorff confluisce nel Blavet ed i due corsi d'acqua formano un estuario unico nella rada di Lorient.

## Affluenti

Mappa dell'estuario del Blavet

- Il Faoudel
- Il Sulon
- Il Doré
- Il Daoulas
- Il Poulancre
- La Sarre
- Il Brandifrout
- L'Ével
- Lo Scorff
- Il Ter

## Idrologia
Il Blavet è un fiume molto ricco di acqua ma con decorso piuttosto irregolare.
La sua portata è stata osservata per un periodo di 25 anni (dal 1983 al 2007) a Languidic (località Quellenec) nel Morbihan, ad 8 km a monte di Hennebont, quindi circa 20 km prima del suo estuario nella rada di Lorient. La superficie considerata è di 1.951 km2, cioè più del 95% della totalità del bacino fluviale, con l'esclusione del bacino dello Scoff.
La portata media interannuale del fiume a Languidic è di 26,7 m³ al secondo.
Il Blavet presenta fluttuazioni stagionali di portata molto marcate, come per la maggior parte dei corsi d'acqua francesi del versante occidentale sul vecchio zoccolo armoricano assai poco permeabile. Le acque di piena scorrono in inverno come in primavera e si caratterizzano con portate oscillanti fra 39,3 e 59,9 m³ al secondo, da dicembre a marzo inclusi, con un massimi di 59,9 m³ in gennaio e 56,4 m³ in febbraio. Il periodo di magra si verifica in estate, dalla fine di giugno alla fine di settembre, con una portata minima fino a 6,06 m³ al secondo in agosto e 6,76 in settembre. Dal mese di ottobre la portata riprende vigore.
Queste tuttavia non sono che medie mensili e le fluttuazioni di portata sono molto più pronunciate su periodi più brevi ed a seconda delle annate.

## Immagini del Blavet

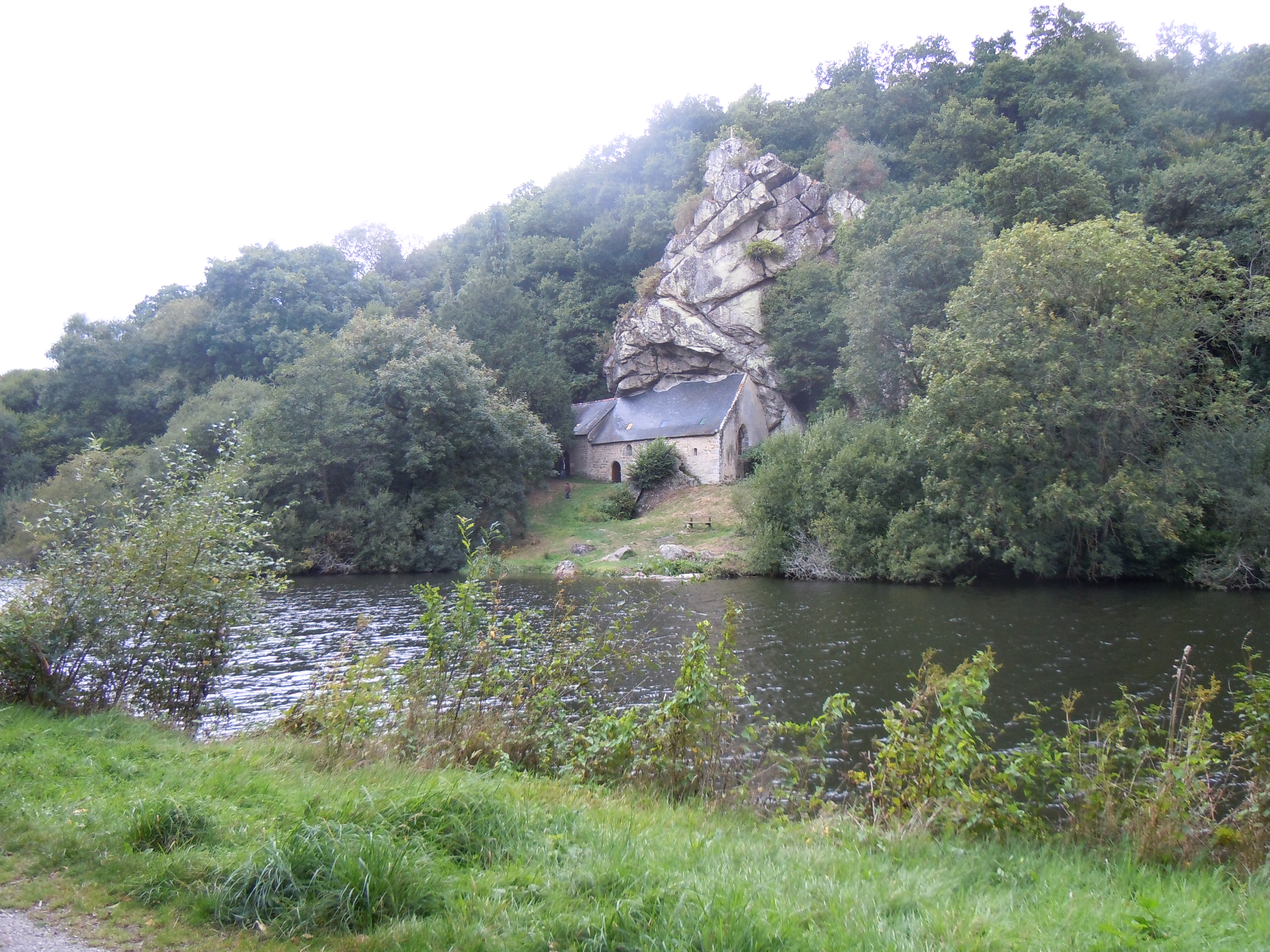
La cappella di Saint Gildas, su una riva del Blavet a Bieuzy
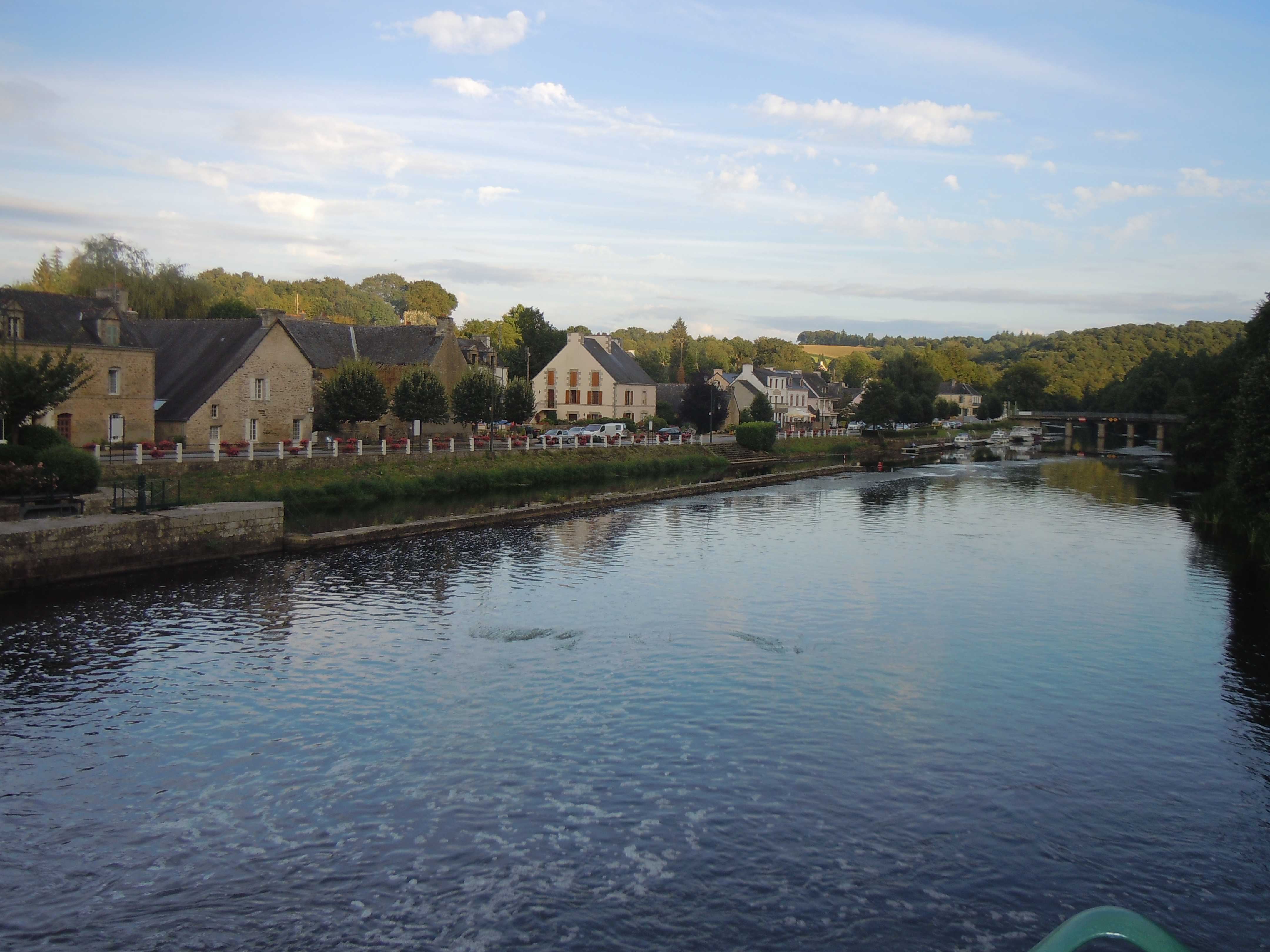
Il Blavet a Saint-Nicolas des Eaux
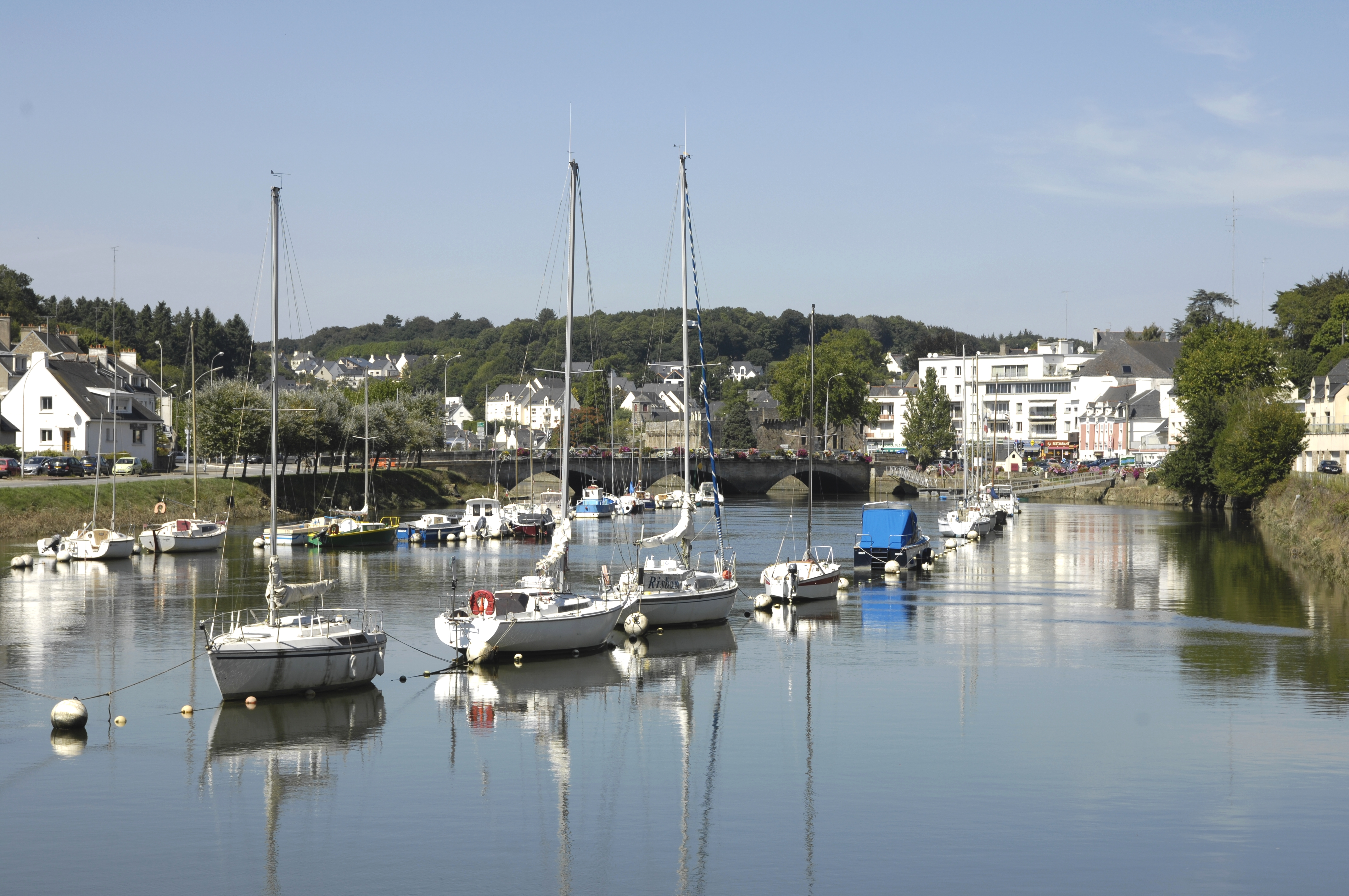
Il Blavet a Hennebont